# Živě.cz
Živě.cz – czeski magazyn internetowy poświęcony technice informatycznej i komputerom. 
Publikuje aktualności ze świata komputerów (podzespołów i oprogramowania), internetu oraz wiadomości o pokrewnej tematyce. Oprócz sekcji informacyjnej oferuje poradnię komputerową, forum dyskusyjne oraz inne usługi. Na swoich stronach udostępnia także oprogramowanie do pobrania.
Dziennik został założony w 1996 roku i jest najstarszym czeskim serwisem w swej kategorii. Jego bieżącym właścicielem jest przedsiębiorstwo mediowe Czech News Center.
Według SimilarWeb portal odnotowuje ok. 5 mln wizyt miesięcznie (stan na 2020 rok), a w grudniu 2020 r. był 49. stroną WWW w Czechach pod względem popularności (według danych Alexa Internet).
Według stanu na 2020 rok funkcję redaktora naczelnego pełni David Polesný.
Podobną nazwę nosi słowacki serwis Živé.sk, należący do grupy medialnej Ringier Axel Springer Slovakia. 